# ملینگن (آلمان)
ملینگن (به آلمانی: Mellingen) یک شهر در آلمان است که در وایمارر لاند واقع شده‌است. ملینگن ۱٬۲۲۷ نفر جمعیت دارد.